# Метилаль
Метилаль — комплексное органическое соединение, относящееся к классу ацетали (не эфиры, не диэфиры) Также известна как диметоксиметан и диметилформаль.
химическая формула — CH2(OCH3)2 / C3H8O2 Структурная формула — CH3 — O — CH2 — O — CH3

### Физико-химические свойства
- в нормальных условиях — прозрачная летучая жидкость со сладковатым запахом(легковоспламеняющаяся жидкость)
- плотность при 20°С — 0,86 г/см3;
- температура кипения — +42°С;
- температура плавления — −105 °C;
- растворим в воде (32,3 %).

### Химические свойства
Метилаль полностью смешивается со всеми полиолами, включая полиолы на основе сложных ароматических полиэфиров
У него нет предела растворимости, в отличие от таких вспенивателей как пентаны или ГФУ
Метилаль можно использовать в сочетании со вспенивающими агентами, обладающими ограниченной растворимостью, для улучшения их совместимости с полиолами.

### Получение
Метилаль получают из доступных и недорогих компонентов: формальдегида и метанола. Также его можно производить из растительного сырья.

### Применение
Метилаль применяют в фармацевтической и косметической промышленности, лакокрасочном производстве. Также метилаль используется для изготовления эластичных и интегральных пенополиуретанов. В настоящее время метилаль применяется ещё как альтернатива хладону 141b. В промышленности метилаль используется для предотвращения побочных процессов при синтезе изопрена.